# Eksperiment OPERA
Eksperiment OPERA, u kojem osim znanstvenika s CERN-a, sudjeluju i hrvatski znanstvenici s Instituta Ruđer Bošković, po prvi put je otkrio prelazak jedne elementarne čestice - mionskog neutrina u drugu - tau neutrino, što je za fiziku elementarnih čestica važno i dugo najavljivano otkriće.
Neutrini su elementarne čestice koje često putuju brzinom blizu brzine svjetlosti, bez naboja, a masa im je minijaturna tako da gotovo nesmetano prolaze kroz materiju. Zbog toga ih je izuzetno teško otkriti. Nastaju u nekim vrstama radioaktivnih reakcija na Suncu i u nuklearnim reaktorima ili u sudarima kozmičkih zraka s atomima. Postoje tri vrste neutrina - elektronski, mionski i tau. Kroz naša tijela svake sekunde prođe više od 50 trilijuna neutrina sa Sunca. Njihovo postojanje pretpostavio je Wolfgang Pauli, ime im je dao Enrico Fermi, a eksperimentalno ih je dokazao Frederick Reines 1956.
Nestanak istovrsnih neutrina već je primijećen u nekoliko eksperimenata u posljednjih 15 godina, ali "izravan nastanak" nove vrste neutrina još je uvijek značajan nedostajući dio slagalice. Eksperiment OPERA jedinstven je u svijetu po svojoj mogućnosti da odgovori na to pitanje. Neutrinske oscilacije danas su jedini pokazatelj nove, začuđujuće fizike izvan takozvanog Standardnog modela čestica i interakcija, koja otvara mogućnost neočekivanih posljedica u kozmologiji, astrofizici i fizici čestica.
Eksperiment je započet 2006., kad su prvi “obični” mionski neutrini otkriveni nakon što su brzinom svjetlosti za oko 2,4 milisekunde prevalili put od 730 kilometara iz CERN-a. Tada je započela pažljiva i neumorna potraga za sićušnim, vrlo posebnim signalom kojeg bi proizveo tau neutrino. OPERA otkriva neutrine pomoću 150 000 malih jedinica nazvanih “blokovi” (ukupne mase 1 300 tona) od kojih je svaka jednakovrijedna složenoj fotografskoj kameri. Zahvaljujući tim blokovima, sačinjenim od sendviča olovnih ploča i specijalnih fotografskih filmova, istraživači OPERE mogu otkriti sve detalje “neutrinskih događaja” preciznim mjerenjima elementarnih čestica koje nastaju prilikom interakcije neutrina i bloka.